# أناطولي كاربوف
أناطولي يفجينفيتش كاربوف (الروسية: Анатолий Евгеньевич Карпов) هولاعب شطرنج روسي، عضو في مجلس الدوما الروسي  وبطل العالم الثاني عشر في رياضة الشطرنج (1975—1985), بطل العالم حسب الاتحاد الدولي للشطرنج في السنوات 1993, 1996,1998، يحمل لقب أستاذ دولي كبير منذ سنة 1970 ولقب أستاذ للرياضة (لقب للإتحاد السوفيتي) منذ 1974، حاز على بطولة الاتحاد السوفيتي ثلاث مرات (1988,1983,1976) 
بطل جمهورية روسيا الاتحادية الاشتراكية السوفيتية سنة 1970 وبطل العالم ضمن منتخب الاتحاد السوفيتي مرتين (1989,1985) يعد مشواره واحداً من أكبر الإنجازات في تاريخ لعبة الشطرنج، إذ فاز بما يزيد عن 160 دوريا عالميا إنفرد في الكثير منها بصدارة المرتبة الأولى.
يعد واحداً من أشهر هواة جمع الطوابع إذ تقيم مجموعته حسب بعض التقديرات تقريباً بثلاثة عشر مليون أورو

## السيرة الذاتية

### المشوار الرياضي

#### سنوات البداية

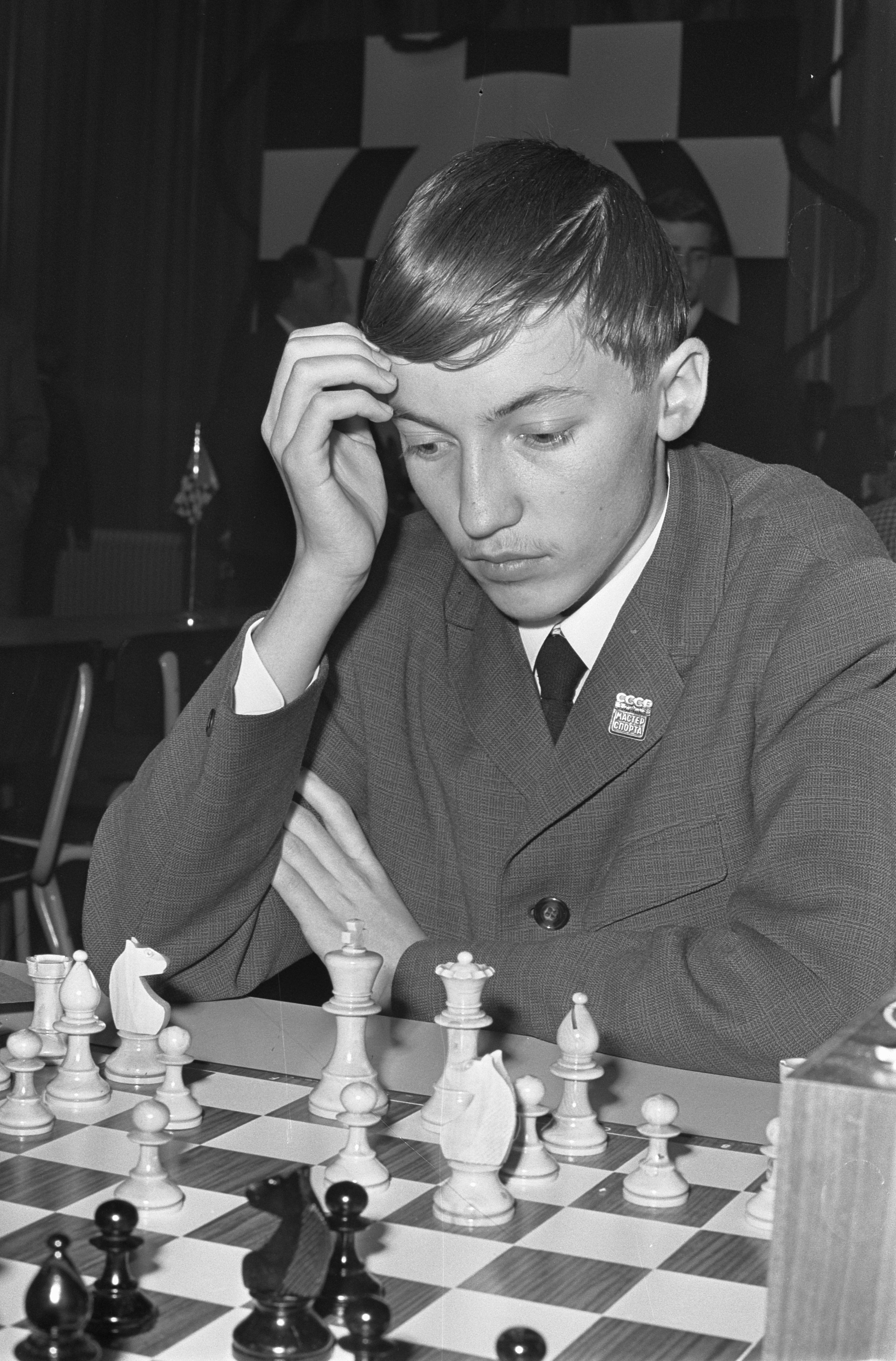
كاربوف في 1967

بدأ كاربوف يلعب الشطرنج في سن الرابعة بالنظر إلى والده الذي كان يلعب مع أصدقائه  وإنخرط في دورة رياضية للشطرنج بقسم الرياضة التابع لمصنع مدينة زلاتوست لسبك وصهر المعادن حيث كان يعمل والده  ، اهتم بدراسة الافتتاحيات في كتب فاسيلي بانوف كما درس كتاب كابابلانكا وتدرب لدى ليونيد جراتفول إلى أن حصل على ما يسمى بتصنيف الدرجة الأولى (تصنيف في الاتحاد السوفيتي) وهو في سن التاسعة أما في سن الحادية عشر استوفى كاربوف المعايير التي مكنته من الحصول على تصنيف مرشح أستاذ للرياضة وانضم إلى المدرسة المرموقة للشطرنج التي كان يديرها بطل العالم السابق ميخائيل بوتفينيك وأصبح أستاذا للرياضة وعمره لم يتجاوز الرابعة عشر وهو إنجاز لم يسبقه أحد إليه سوى اللاعب الموهوب بوريس سباسكي. شارك كاربوف ما بين 1964 و1967 في أربع بطولات للفئات الصغرى لكنه لم يتمكن من تجاوز المرتبة الخامسة.

#### بطل أوروبا وبطل العالم للشبان (1968-1969)
بعد فوزه بالدوري العالمي في ترشينتس سنة 1967 بنتيجة (+9=4)، فاز في السنة الموالية (1968/1967) ببطولة أوروبا للفئات الصغرى (+4=3) التي نظمت في مدينة جرونينجن الهولندية، كما فاز ببطولة العالم للشبان بستوكهولم 1969 بنتيجة (+9=2) ليكون ثاني لاعب شطرنج سوفيتي يفوز بهذه البطولة بعد بوريس سباسكي في 1955 وبفضل هذا الإنجاز الأخير نال لقب أستاذ دولي.و في نفس السنة، فاز ببطولة جامعة موسكو الوطنية التي كان يدرس فيها بكلية الرياضيات وانتقل فيما بعد وقبل فوزه ببطولة العالم للشبان إلى جامعة لينينغراد الوطنية ليكمل دراسته سنة 1978 ويحصل على دبلوم في الاقتصاد، وكان السبب في انتقاله هو الاقتراب من مدربه سيمون فورمان

#### أولى النجاحات في البطولات الدولية (1970-1972)
مكنه احتلال المركز (الرابع / السادس بنتيجة + 8 -2 = 7) في البطولة الدولية في كاراكاس من الحصول على لقب أستاذ دولي كبير سنة 1970.كما مكنه فوزه في نصف النهاية لبطولة الاتحاد السوفيتي التاسعة والثلاثين سنة 1971 (+9=8) من التأهل لنهاية البطولة التي أقيمت في مدينة لينينغراد حيث احتل المركز الرابع (+7-2=12)و بهذا الإنجاز تأهل إلى «بطولة بين المناطق» وهي منافسة لتحديد المتحدين على لقب بطل العالم.
كانت مشاركته في الدوري الدولي بموسكو 1971 الذي أقيم في ذكرى ألكسندر أليخين، إحدى أبرز إنجازاته ضمن النخبة الدولية، حيث احتل المرتبة الأولى مناصفة مع ليونيد شتين (+5=12) متقدما على فاسيلي سميسلوف وتيجران بتروسيان وبوريس سباسكي وميخائيل طال وهم جميعاً كانوا أبطال عالم سابقين.بعد ثلاثة أسابيع من هذا الحدث، فاز بالدوري العالمي بمدينة هيستنغس مناصفة مع فيكتوركورتشنوي (+8-1=6)
وفي سنة 1972 أبدى نتائج جيدة في أولمبياد الطلاب في غراتس (+5-0=4) وفي أولمبياد سكوبيا (+12-1=2), كما فاز بالدوري الدولي سان أنطونيو (تكساس، الولايات المتحدة) مناصفة مع كل من تيجران بيتروسيان ولايوش بورتش (+7-1=7).

#### الفوز بدورة المرشحين - بطل العالم (1973-1975)

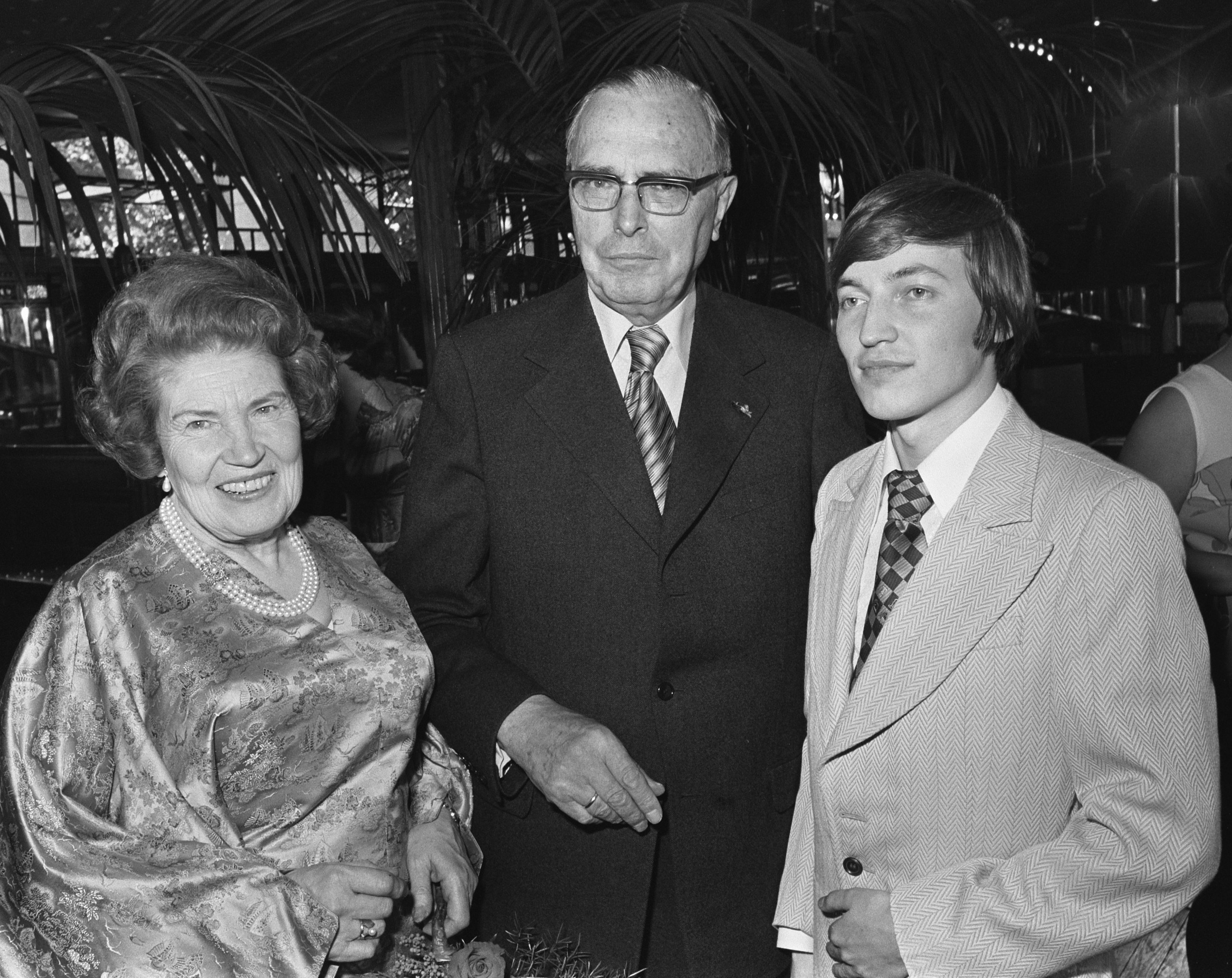
كاربوف مع رئيس الاتحاد الدولي للشطرنج ماكس ايووي وزوجته في عام 1976.

بدأ عام 1973 لدى كاربوف بفوزه بالمركز الثاني في دوري بودابست (أربعة انتصارات وأحد عشر تعادلاً) كما بدأ مشواره للفوز بمباريات المرشحين فاحتل المرتبة الأولى مساواة مع فيكتوركورتشنوي في بطولة بين المناطق التي أقيمت بمدينة لينينغراد (+10 = 7).في أكتوبر 1973، أنهى مشاركته في بطولة الاتحاد السوفيتي 41 باحتلاله المركز الثاني/ السادس، مع مجموعة من ألمع اللاعبين وهم فيكتور كرشنوي، بتروسيان تيغران، غينادي كوزمين، ليف بولوغاييفسكي. هذه البطولة التي نظمت في موسكو وفاز بها بوريس سباسكي.في نهاية السنة، فاز كاربوف بدوري مدريد (+7 = 8) وحصل على جائزة أوسكار الشطرنج لأول مرة (جائزة أفضل لاعب في العام التي يمنحها الصحفيين) والتي سيحصل عليها لاحقاً 8 مرات أخرى (إجمالا تسع مرات).
خلال مباريات المرشحين لمواجهة بطل العالم في عام 1974، هزم على التوالي كل من:
- ليف بولوغاييفسكي (+3 = 5).
- بوريس سباسكي (+4 -1 = 6).
- وفيكتور كرشنوي (+3 -2 =19).

وأصبح بطل العالم للشطرنج الثاني عشر في ترتيب الأبطال في عام 1975 بعدما رفض حامل اللقب بوبي فيشر مواجهته.

#### بطل الاتحاد السوفيتي (1976 -1983- 1988)
في عام 1975، أصبح كاربوف بطل العالم دون أن يسبق له الفوز بإحدى بطولات الاتحاد السوفيتي التي شارك فيها. في عام 1976، كان هو أول من يحمل لقب بطل العالم ويخوض منافسات بطولة الاتحاد السوفيتي، منذ مشاركة بوتفينيك في عام 1955 . فاز بهذه البطولة (عام 1976) التي كانت الأولى في مشواره أما الثانية فكانت في 1983 والثالثة في 1988 (تعادل مع كاسباروف).
فيما يلي جرد لأهم مشاركاته في بطولات الاتحاد السوفيتي
- 1970: المركز الخامس/السابع في ريغا.
- 1971: الرابع في لينينغراد.
- 1973: الثاني/ السادس في موسكو.
- 1976: بطل الاتحاد السوفيتي في موسكو.
- 1983: بطل الاتحاد السوفيتي في موسكو.
- 1988: بطل الاتحاد السوفيتي في موسكو (مع كاسباروف).

## النشاط المختلف
منذ تخرجه من جامعة ليننغراد الحكومية سنة 1978 شغل كاربوف العديد من المناصب:
- من مارس 1978 عمل باحثا علمياً مساعداً بمعهد الأبحاث العلمية لمركز بحوث الاجتماعية الشاملة بجامعة لينينغراد الحكومية (عربية)
- منذ عام 1980 - باحث علمي مساعد، ثم باحث علمي رئسي في الاقتصاد السياسي بكليات العلوم الإنسانية في جامعة موسكو الحكومية.
- منذ عام 1982، رئيس الرابطة الدولية لمؤسسات السلام (الاسم السابق - صندوق السلام السوفيتي).[13]
- في 1999، مدير ومؤسس "Petromir". ما بين 1999-2003 رئيس مجلس إدارة البنك الصناعي الفيدرالي.[14]
- 2003 مؤسس شركة «شطرنج كاربوف» المتخصصة في إنتاج معدات لعبة الشطرنج.[15]
- منذ عام 2004 - عضو المجلس الرئاسي للثقافة.
- منذ عام 2006- شغل منصب رئيس لجنة السلامة البيئية وحماية البيئة التابعة للدوائرالعامة بعد انتخابه من طرف جمعيات وطنية.[16]
- منذ عام 2007 - عضو في المجلس العام تحت إشراف وزارة الدفاع في الاتحاد الروسي.[17]
- منذ عام 2007 - رئيس الصندوق البيئي[18] الروسي "ТЕХЭКО"
- رئيس اللجنة المنظمة للمنافسات لعموم روسيا «الرخ الأبيض»[19]
- رئيس مجلس الإدارة - ورئيس المؤسسة العامة الأقاليمية لصندوق «ميخائيل بوتفيننك»
- نائب رئيس الاتحاد الدولي للشطرنج الروسي[20]
- رئيس اللجنة المنظمة للأولمبياد العالمي لشطرنج الأطفال.
- رئيس مجلس مدرسة الشطرنج «أطفال تشيرنوبيل».
- رئيس اللجنة المنظمة للمهرجان الدولي «الشطرنج في المدارس».
- مرشح لرئاسة الاتحاد الدولي للشطرنج[21][22]
- سفير النوايا الحسنة الإقليمي لليونيسيف.

## النشاط السياسي
يعد كاربوف رجلا سياسيا بارزاً وشخصية هامة في روسيا
- في الفترة 1989-1991، كان عضوا في لجنة الشؤون الخارجية في المجلس الأعلى للإتحاد السوفيتي.
- في عام 1996، دعم الرئيس بوريس يلتسين في الانتخابات الرئاسية.
- في عام 1997 ترشح كاربوف نائبا لمجلس الدوما في مدينة تولا.
- 14 سبتمبر 2011 كان كاربوف بين الفائزين في الانتخابات التمهيدية للجبهة الشعبية المتحدة وشارك في لقاء مع زعيم حزب «روسيا الموحدة» فلاديمير بوتين، وطرح أفكار جديدة في المجال الاجتماعي.
- 4 ديسمبر 2011 -أنتخب نائبا في مجلس الدوما في دورته السادسة.[23]

## هواية جمع الطوابع البريدية

### اهتمامه بالطوابع

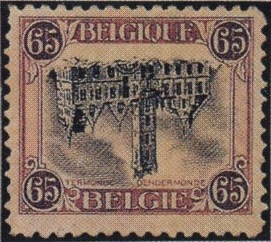
من المجموعة البلجيكية

يقول السيد جورج غويو، النائب الأول لرئيس «الاتحاد الملكي البلجيكي لهواة جمع الطوابع»
| أناطولي كاربوف | «يشتهر السيد كاربوف في هذا الميدان، بسلسلة من الطوابع التي لها علاقة بلعبة الشطرنج، وقبل كل شيء، لديه مجموعة رائعة من الطوابع البلجيكية » | أناطولي كاربوف |

يعد كاربوف من أبرز هواة جمع الطوابع، وهو متخصص في جمع الطوابع البلجيكية، إذ تعتبر مجموعته هي الأغنى من هذا الصنف على الصعيد الروسي والثانية عالميا، في حين كان ترتيبه الثالث في الاتحاد السوفيتي بين المهتمين بجمع الطوابع، ويملك مجموعة كبيرة من الطوابع ذات المواضيع الشطرنجية.يخول له نشاطه في هذا الميدان ترتيبا عالميا متقدما، ويصنف حاليا بين العشرة الأوائل من ممارسي هذه الهواية.
اهتم كاربوف بجمع الطوابع البريدية قبل سن الرابعة عشر ويقول في هذا الصدد:
| أناطولي كاربوف | «كنت كالصبيان في تلك الفترة، يحلمون أن يصبحوا طيارين أو ظباط ،و كان أول طابع جمعته من إصدار الاتحاد السوفيتي لإحياء الذكرى الأربعين لتأسيس الجيش الأحمر وهو يظهر طيارا وقائداً وظابطاً للمشاة معاً » | أناطولي كاربوف |

### ظهوره على الطوابع
ظهر كاربوف في الكثير من إصدارات الطوابع البريدية للعديد من الدول من بينها: تشاد، وسط أفريقيا، جيبوتي، كوريا الشمالية، ساو توميه وبرينسيب، بوركينا فاسو، مدغشقر، نيكاراغوا، غينيا، النيجر، يوغسلافيا، غيانا، سورينام، جزر القمر،
سانت فنسينت والجرينادينز، الفيتنام، كمبوديا، غينيا الاستوائية، مالي...

### مشاركته في معرض سيدني
في معرض لهواة جمع الطوابع نظم سنة 2000 خلال دورة الألعاب الأولمبية الصيفية في سيدني، احتلت مجموعة كاربوف للطوابع المعرض المركز الثالث. وكانت النتيجة غير متوقعة.في أستراليا عرض كاربوف طوابع لألعاب الأولمبيادين المفضلين لديه لعامي 1920 و 1924 في انتويرب وباريس. يقول كاربوف عن هذه التجربة:
| أناطولي كاربوف | « لقد هاتفوني من اللجنة الأولمبية ودعيت لتمثيل مصالح روسيا. ولكن حينذاك لم أعد مجموعتي بعد. قمت في يومين فقط بجمع المواد المختارة، ولم أتمكن من العثورعلى بعض النماذج النادرة.عموماً فوجئت بأن حصلت على نوع من الجوائز، وبالأحرى المرتبة الثالثة. عادة ما يجمع المهتمون معروضاتهم في سنوات، ويمرون من تجارب في المعارض الوطنية ،أما هنا فلقد كان كل شئ عفوياً » | أناطولي كاربوف |

### كتابه عن الطوابع البريدية

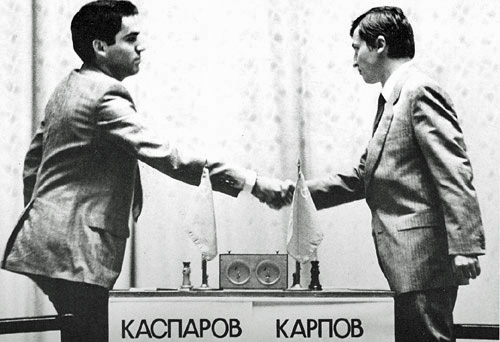
بطولة العالم 1985

يعمل كاربوف على تأليف كتاب يقدم من خلاله كل المعلومات المعروفة حاليا حول الطوابع ذات المواضيع الشطرنجية وعن نوادر لعبة الشطرنج وعن القطع النقدية التي لها علاقة بالشطرنج، وقد يتطرق إلى محور الميداليات الذهبية الرسمية (الفردية والجماعية) للأبطال.
يتمتع كاربوف بقدرات عالية في كل مركبات اللعب، ولديه رؤية تكتيكية ثاقبة.إن السمة البارزة في أسلوب كاربوف هي التقنية المثالية في تحقيق ما يحصل عليه من مختلف أنواع الأفضلية، وعلى عكس الكثير من لاعبي الشطرنج (الذين إذا ما حصلوا على تفوق طفيف، غالباً ما يندفعون إلى الهجوم ولا يقتصر الأمر في ضياع الأفضلية فحسب بل يقعون في فخ «الهزيمة الذاتية»)، يعمل كاربوف على بلورة الأفضلية في حالة حصوله عليها إلى نتائج ملموسة بأسلوب هادئ ومرن، تجنبا لفرص الهجوم المضاد من قبل خصومه.

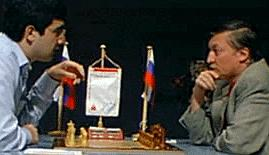
كاربوف (يمين) أمام كرامنيك في دوري دورتموند عام 1999.

لاحظ فلاديمير كرامنيك ميزة الاستقرار النفسي الكبير لدى كاربوف وعدم الاكتراث بما يحدث حوله أو ما سبق حدوثه، وتركيزه على الدور (game) والدوري (tournament) الذي يخوضهما.لقد إتضحت هذه الميزة بوضوح في آخر دور من مباراة بطولة العالم التي خاضها كاربوف دفاعاً عن لقبه أمام متحديه فيكتوركورتشنوي في باغيو بالفلبين سنة 1978، عندما كانت نتيجة اللقاء خمس انتصارات لكل منهما (دون حساب التعادلات) أظهر كاربوف لعبا رائعاً وفاز بالدور الأخير وبالمباراة بالرغم من التعب والإرهاق.
من بين نقط الضعف لدى كاربوف في اللعب هو الاهتمام النسبي بالمسائل الإستراتيجية العامة للعبة، وكم هو شائع بالنسبة لكاربوف فإنه أكثر تركيزاً على حل المسائل من صنف «الآن وهنا»،
فأحيانا مقابل الحصول على أفضلية تكتيكية محلية، يسمح بتدهور الموقف ما قد يكون السبب المباشر في الخسارة.
يلقب أسلوبه في أوساط عديدة ب «الأصلة العاصرة» للقوة الإستراتيجية التي يتميز بها ولا ينساق وراء المخاطر ويرد بلا رحمة على أي أخطاء صغيرة يرتكبها خصومه.
غالبا ما يقارن أسلوب كاربوف بأسلوب مثله الأعلى، بطل العالم الثالث خوسيه راؤول كابابلانكا. يصف كاربوف نفسه أسلوبه على النحو التالي:
| أناطولي كاربوف | لنقل أن اللعب يمكن أن يستمر بطريقتين: أحدهما هو ضربة تكتيكية جميلة تؤدي إلى تفاريع لا تخضع لحساب دقيق، والآخر هو ضغط موضعي واضح يؤدي إلى نهاية لعب مع فرص مجهرية للفوز....سأختار الخيار الأخير دون التفكير مرتين. | أناطولي كاربوف |

كان كاربوف هو أول من فاز بلقب بطل العالم منذ عام 1948  دون أن ينتزع هذا اللقب في مباراة رسمية ضد سلفه. حصل فوزه على فيشر ما اسمي في الغرب «بالفوز على السجادة الخضراء» وما تلاه من سخرية حيث أطلقت عليه الصحافة الغربية لقب «بطل الورق».
أثبث كاربوف شرعيته لحمل اللقب وفاز بمعظم البطولات التي كانت فيها المنافسة على المرتبة الأولى على أعلى مستوى. وأصبح بطل العالم الأكثر نشاطا في فترة ما بعد الحرب.
من عام 1972 إلى عام 1985، كان عدد البطولات صغيراً جدا التي أخفق فيها كاربوف في الحصول على المرتبة الأولى، ولكن في نفس الفترة من (1976 إلى 1984)، كان، على غرار اللاعبين السوفيتيين، يرفض المشاركة في البطولات التي يلعب فيها المنشق عن الاتحاد السوفيتي والمصنف الثاني في العالم فيكتور كرشنوي.
من عام 1975 إلى عام 1985، لم يتصدر كاربوف المركز الأول فقط في سبع بطولات من بين 37 بطولة خاضها:
- مانيلا 1976 (المركز 2).
- لينينغراد 1977 (المركز 4-5).
- وبوينس آيرس 1980 (4-5).
- أمستردام 1981 (المركز 2 - 3).
- مار ديل بلاتا 1982 (المركز 4-5)،
- ليناريس 1983 (المركز 2-3)
- باث 1983 (إنهزم أمام مايلز في المباراة النهائية).

| السنة   | الدوري | فوز   | خسارة | تعادل | النتيجة                 | المرتبة |
| ------- | --- | ----- | ----- | ----- | ----------------------- | ------- |
| 1966    | دوري الأساتذة (فئة الشبان) وحاملي لقب مرشح أستاذ لينينغراد الاتحاد السوفيتي                                                  | 5     | 0     | 10    | 10 من 15                | 1       |
| 1967    | دوري دولي - ترشينتس جمهورية التشيك                                                                                           | 9     | 0     | 4     | 11 من 13                | 1       |
| 1968    | الدوري الدولي للشبان (النهاية)،جرونينجن هولندا                                                                               | 4     | 0     | 3     | 5½ من 7                 | 1       |
|         | مباراة الاتحاد السوفيتي - يوغسلافيا (طاولة الشبان)-سوتشي الاتحاد السوفيتي                                                    | 3     | 0     | 1     | 3½ من 4                 |         |
|         | بطولة الاتحادالسوفيتي للأندية (طاولة الشبان)-ريغا الاتحاد السوفيتي                                                           | 9     | 0     | 2     | 10من 11                 | 1       |
| 1968/69 | بطولة جامعة موسكو الاتحاد السوفيتي                                                                                           | 7     | 0     | 6     | 10 من 13                | 1       |
| 1969    | التصفيات المؤهلة لبطولة العالم للشباب - لينينغراد الاتحاد السوفيتي                                                           | 5     | 2     | 5     | 7½ من 12                | 1       |
|         | مباراة الاتحاد السوفيتي - يوغسلافيا (الطاولة الثالثة)- موسكو الاتحاد السوفيتي                                                | 2     | 0     | 2     | 3 من 4                  |         |
|         | بطولة العالم للشبان - ستوكهولم السويد: · نصف النهائي · النهائي                                                               | 3 9   | 0 0   | 3 2   | 4½ من 6 10 من 11        | 1       |
| 1970    | بطولة جمهورية روسيا الاتحادية الاشتراكية السوفيتية - كويبشيف الاتحاد السوفيتي                                                | 8     | 0     | 9     | 12½ من 17               | 1       |
|         | الدوري الدولي - كراكاس فنزويلا                                                                                               | 8 899 | 29    | 20    | 11½ من 17               | 4-6     |
|         | بطولة الاتحاد السوفيتي الثامنة والثلاثون -ريغا الاتحاد السوفيتي                                                              | 5     | 2     | 14    | 12 من 21                | 5-7     |
| 1971    | بطولة الاتحاد السوفيتي التاسعة والثلاثون (نصف النهائي) - داوغافبلس الاتحاد السوفيتي                                          | 9     | 0     | 8     | 13 من 17                | 1       |
|         | الأولمبياد الثامن عشر للطلبة (الطاولة الثالثة) - بورتوريكو                                                                   | 7     | 0     | 1     | 7½ من 8                 | 1       |
|         | بطولة الاتحاد السوفيتي للأندية -روستوف-نا-دونو الاتحاد السوفيتي (طاولة الشبان)                                               | 6     | 0     | 1     | 6½ من 7                 | 1       |
|         | بطولة الاتحاد السوفيتي التاسعة والثلاثون- لينينغراد الاتحاد السوفيتي                                                         | 7     | 2     | 12    | 13من 21                 | 4       |
|         | دوري في ذكرى ألوخين - موسكو الاتحاد السوفيتي                                                                                 | 5     | 0     | 12    | 11 من 17                | 1-2     |
| 1971/72 | الدوري الدولي- هيستنغس إنجلترا                                                                                               | 8     | 0     | 6     | 11من 14                 | 1-2     |
| 1972    | الأولمبياد الأول للإتحاد السوفيتي (الطاولة الثانية)- موسكو الاتحاد السوفيتي                                                  | 4     | 2     | 3     | 5½ من 9                 | 3       |
|         | الأولمبياد التاسع عشر - (الطاولة الأولى) -غراتس النمسا                                                                       | 5     | 0     | 4     | 7من 9                   | 1       |
|         | الأولمبياد العشرون (الاحتياطي الأول) - سكوبيا يوغوسلافيا                                                                     | 12    | 1     | 2     | 13 من 15                | 1       |
|         | الدوري الدولي- سان أنطونيو الولايات المتحدة                                                                                  | 7     | 1     | 7     | 10½ من 15               | 1-3     |
| 1973    | الدوري الدولي- بودابست المجر                                                                                                 | 4     | 0     | 11    | 9½من 15                 | 2       |
|         | المباراة/الدوري للأندية الوطنية (الطاولة الأولى) - موسكو الاتحاد السوفيتي                                                    | 2     | 0     | 2     | 3 من 4                  | 1       |
|         | الدوري الدولي- لينينغراد الاتحاد السوفيتي                                                                                    | 10    | 0     | 7     | 13½ من 17               | 1-2     |
|         | بطولة أوروبا للأندية (الطاولة الرابعة) - باث إنجلترا                                                                         | 4     | 0     | 2     | 5 من 6                  | 1       |
|         | بطولة الاتحاد السوفيتي الواحدة والأربعون (العصبة العليا)- موسكو الاتحاد السوفيتي                                             | 5     | 1     | 11    | 10½ من 17               | 2-6     |
|         | الدوري الدولي-مدريد إسبانيا                                                                                                  | 7     | 0     | 8     | 11من 15                 | 1       |
| 1974    | مباراة المرشحين لبطولة العالم (ربع النهاية) مع ليف بلوجييفسكي - موسكو الاتحاد السوفيتي                                       | 3     | 0     | 5     | 5½ من 8                 |         |
|         | مباراة المرشحين لبطولة العالم (نصف النهاية) مع بوريس سباسكي - لينينغراد الاتحاد السوفيتي                                     | 4     | 1     | 6     | 7 من 11                 |         |
|         | الأولمبياد الحادي والعشرون -نيس فرنسا(الطاولة الأولى)                                                                        | 10    | 0     | 4     | 12 من 14                | 1       |
|         | مباراة المرشحين لبطولة العالم (النهاية) مع فيكتوركرتشنوي- موسكو الاتحاد السوفيتي                                             | 3     | 2     | 19    | 12½ من 24               |         |
| 1975    | الدوري الدولي،بورتوروج -لوبلانا سلوفينيا                                                                                     | 7     | 0     | 8     | 11 من 15                | 1       |
|         | دورة الألعاب الأولمبية للإتحاد السوفيتي (الطاولة الأولى) - ريغا الاتحاد السوفيتي                                             | 4     | 0     | 3     | 5½ من 7                 | 1       |
|         | الدوري الدولي -ميلان إيطاليا · دوري الكل ضد الكل · مباراة نصف النهاية مع بتروسيان تيجران · المباراة النهائية مع لايوش بورتيش | 3 0 1 | 1 0 0 | 7 4 5 | 6½ من 11 2 من 4 3½ من 6 | 1       |
| 1976    | الدوري الدولي - سكوبيا يوغوسلافيا                                                                                            | 10    | 0     | 5     | 12½ من 15               | 1       |
|         | كأس الاتحاد السوفيتي (العصبة العليا -الطاولة الأولى) -تبليسي الاتحاد السوفيتي                                                | 2     | 0     | 4     | 4 من 6                  |         |
|         | دوري رباعي الأساتذة في جولتين -أمستردام هولندا                                                                               | 2     | 0     | 4     | 4 من 6                  | 1       |
|         | دوري رباعي الأساتذة في جولتين - مانيلا الفلبين                                                                               | 1     | 1     | 4     | 3من 6                   | 2       |
|         | الدوري الدولي -مونتيلا/ قرطبة إسبانيا                                                                                        | 5     | 0     | 4     | 7 من 9                  | 1       |
|         | بطولة الاتحاد السوفيتي الرابعة والأربعون (العصبة العليا)-موسكو الاتحاد السوفيتي                                              | 8     | 1     | 8     | 12 من 17                | 1       |
| 1977    | الدوري الدولي -باد لاوتربرغ ألمانيا                                                                                          | 9     | 0     | 6     | 12 من 15                | 1       |
|         | بطولة أوروبا للأندية (الطاولة الأولى)-موسكو الاتحاد السوفيتي                                                                 | 5     | 0     | 0     | 5 من 5                  | 1       |
|         | الدوري الدولي -لاس بالماس إسبانيا                                                                                            | 12    | 0     | 3     | 13½من 15                | 1       |
|         | الدوري الدولي- لينينغراد الاتحاد السوفيتي                                                                                    | 5     | 2     | 10    | 10 من 17                | 4-5     |
|         | الدوري الدولي-لندن إنجلترا                                                                                                   | 3     | 0     | 3     | 4½ من 6                 | 1       |
|         | الدوري الدولي -تيلبورغ هولندا                                                                                                | 6     | 0     | 5     | 8½ من 11                | 1       |
| 1978    | الدوري الدولي-بوغوينو يوغوسلافيا                                                                                             | 6     | 1     | 8     | 10 من 15                | 1-2     |
| 1979    | "دوري النجوم" -مونريال كندا                                                                                                  | 7     | 1     | 10    | 12 من 18                | 1-2     |
|         | الدوري الدولي -تيلبورغ هولندا                                                                                                | 4     | 0     | 7     | 7½ من 11                | 1       |
| 1980    | الدوري الدولي-بوغوينو يوغوسلافيا                                                                                             | 5     | 0     | 6     | 8 من 11                 | 1       |
|         | الدوري الدولي-أمستردام هولندا                                                                                                | 7     | 1     | 6     | 10 من 14                | 1       |
|         | الدوري الدولي -باد كيسينغن ألمانيا                                                                                           | 3     | 0     | 3     | 4½ من 6                 | 1       |
|         | الدوري الدولي -تيلبورغ هولندا                                                                                                | 5     | 1     | 5     | 7½ من 11                | 1       |
| 1981    | الدوري الدولي-أمستردام هولندا                                                                                                | 4     | 1     | 6     | 7 من 11                 | 2-3     |
|         | دورة ليناريس الدولية للشطرنج -لينارس إسبانيا                                                                                 | 5     | 0     | 6     | 8 من 11                 | 1-2     |
|         | الدوري الدولي- موسكو الاتحاد السوفيتي                                                                                        | 5     | 0     | 8     | 9 من 13                 | 1       |
| 1982    | الدوري الدولي-لندن إنجلترا                                                                                                   | 5     | 1     | 7     | 8½ من 13                | 1-2     |
|         | الدوري الدولي -هامبورغ ألمانيا                                                                                               | 5     | 1     | 5     | 7½ من 11                | 1       |
|         | الدوري الدولي- تورينو إيطاليا                                                                                                | 3     | 1     | 8     | 7 من 12                 | 1       |
|         | الدوري الدولي -تيلبورغ هولندا                                                                                                | 5     | 1     | 5     | 7½ من 11                | 1       |
| 1983    | دورة ليناريس الدولية للشطرنج - لينارس إسبانيا                                                                                | 2     | 0     | 8     | 6 من 10                 | 2-3     |
|         | الدوري الدولي -هانوفر ألمانيا                                                                                                | 8     | 1     | 6     | 11 من 15                | 1       |
|         | البطولة الخمسون للإتحاد السوفيتي (العصبة العليا)-موسكو الاتحاد السوفيتي                                                      | 5     | 1     | 9     | 9½ من 15                | 1       |
|         | الدوري الدولي -تيلبورغ هولندا                                                                                                | 3     | 0     | 8     | 7 من 11                 | 1       |
| 1984    | الدوري الدولي-أوسلو النرويج                                                                                                  | 3     | 0     | 6     | 6 من 9                  | 1       |
|         | الدوري الدولي-لندن إنجلترا                                                                                                   | 6     | 1     | 6     | 9 من 13                 | 1       |
| 1985    | الدوري الدولي-أمستردام هولندا                                                                                                | 4     | 0     | 6     | 7 من 10                 | 1       |
| 1986    | الدوري الدولي- فيينا النمسا                                                                                                  | 4     | 1     | 9     | 8½ من 14                | 1       |
|         | الدوري الدولي-بوغوينو يوغوسلافيا                                                                                             | 3     | 0     | 4     | 5 من 7                  | 4       |
|         | الدوري الدولي-تيلبورغ هولندا                                                                                                 | 2     | 1     | 11    | 7½ من 14                | 3       |
| 1987    | الدوري الدولي-أمستردام هولندا                                                                                                | 2     | 0     | 4     | 4 من 6                  | 1-2     |
|         | الدوري الدولي-بروكسل بلجيكا                                                                                                  | 3     | 0     | 8     | 7 من 11                 | 3       |
|         | الدوري الدولي-بلباو إسبانيا                                                                                                  | 5     | 0     | 4     | 7 من 9                  | 1       |
| 1988    | الدوري الدولي-أمستردام هولندا                                                                                                | 3     | 2     | 7     | 6½ من 12                | 2       |
|         | الدوري الدولي-أمستردام هولندا                                                                                                | 2     | 1     | 3     | 3½من 6                  | 1       |
|         | الدوري الدولي -تيلبورغ هولندا                                                                                                | 7     | 0     | 7     | 10½ من 14               | 1       |
|         | الدوري الدولي -فيك ان زي هولندا                                                                                              | 6     | 0     | 7     | 9½من 13                 | 1       |
| 1989    | دورة ليناريس الدولية للشطرنج - لينارس إسبانيا                                                                                | 5     | 1     | 4     | 7 من 10                 | 2       |
| 1990    | الدوري الدولي- هانينكه السويد                                                                                                | 5     | 1     | 5     | 7½ من 11                | 2-3     |
|         | الدوري الدولي-ريجيو اميليا إيطاليا                                                                                           | 2     | 0     | 8     | 6 من 10                 | 3       |
|         | الدوري الدولي- بيال سويسرا                                                                                                   | 5     | 0     | 9     | 9½ من 14                | 1       |
| 1991    | الدوري الدولي-أمستردام هولندا                                                                                                | 2     | 0     | 7     | 5½ من 9                 | 3-4     |
| 1992    | الدوري الدولي-ريجيو اميليا إيطاليا                                                                                           | 4     | 0     | 9     | 8½ من 13                | 1       |
|         | الدوري الدولي-مدريد إسبانيا                                                                                                  | 6     | 0     | 3     | 7½ من 9                 | 1       |
|         | الدوري الدولي- بيال سويسرا                                                                                                   | 8     | 1     | 5     | 10½ من 14               | 1       |
|         | الدوري الدولي-بادن بادن ألمانيا                                                                                              | 6     | 3     | 6     | 9 من 14                 | 1       |
| 1993    | دورة ليناريس الدولية للشطرنج - لينارس إسبانيا                                                                                | 6     | 2     | 5     | 8½ من 13                | 2-3     |
|         | الدوري الدولي -تيلبورغ هولندا                                                                                                | 3     | 0     | 9     | 7½ من 12                | 1       |
|         | الدوري الدولي -فيك ان زي هولندا                                                                                              | 6     | 2     | 6     | 9من 14                  | 1       |
|         | الدوري الدولي -دورتموند ألمانيا                                                                                              | 5     | 1     | 1     | 5½ من 7                 | 1       |
|         | الدوري الدولي -دوس هيرماناس إسبانيا                                                                                          | 6     | 0     | 3     | 7½ من 9                 | 1       |
|         | الدوري الدولي -ليون فرنسا | 2     | 0     | 7     | 5½من 9                  | 3-4     |
| 1994    | دورة ليناريس الدولية للشطرنج - لينارس إسبانيا                                                                                | 9     | 0     | 4     | 11 من 13                | 1       |
|         | الدوري الدولي -دوس هيرماناس إسبانيا                                                                                          | 4     | 1     | 4     | 6 من 9                  | 2       |
|         | الدوري الدولي -لاس بالماس إسبانيا                                                                                            | 4     | 1     | 4     | 6 من 9                  | 2       |
| 1995    | دورة ليناريس الدولية للشطرنج - لينارس إسبانيا                                                                                | 5     | 0     | 8     | 9 من 13                 | 1       |
|         | الدوري الدولي -دوس هيرماناس إسبانيا                                                                                          | 3     | 1     | 5     | 5½ من 9                 | 1-3     |
|         | الدوري الدولي - دورتموند ألمانيا                                                                                             | 4     | 0     | 5     | 6½من 9                  | 2       |
|         | الدوري الدولي -جرونينجن هولندا                                                                                               | 4     | 0     | 7     | 7½من 11                 | 1       |
| 1996    | الدوري الدولي - بلغراد صربيا                                                                                                 | 1     | 1     | 3     | 2½ من 5                 | 3-4     |
|         | الدوري الدولي - بيال سويسرا                                                                                                  | 4     | 0     | 7     | 7½ من 11                | 1-2     |
|         | الدوري الدولي -فينا النمسا                                                                                                   | 3     | 1     | 5     | 5½من 9                  | 1-3     |
| 1997    | الدوري الدولي -دوس هيرماناس إسبانيا                                                                                          | 2     | 1     | 6     | 5من 9                   | 3-4     |
|         | الدوري الدولي -بيال سويسرا                                                                                                   | 4     | 1     | 5     | 6½ من 10                | 2       |
| 1999    | الدوري الدولي -دورتموند ألمانيا                                                                                              | 1     | 0     | 6     | 4 من 7                  | 3-5     |
|         | الدوري الدولي -هوجوفن هولندا                                                                                                 | 1     | 1     | 4     | 3 من 6                  | 3       |
| 2000    | الدوري الدولي -بالي إندونيسيا                                                                                                | 3     | 0     | 6     | 6 من 9                  | 2-3     |
|         | الدوري الدولي -بيونس ايرس الأرجنتين                                                                                          | 3     | 1     | 5     | 5½ من 9                 | 4       |

| السنة     | مكان البطولة                                       | *البطل أوالمتحدي                | فوز | تعادل | خسارة | النتيجة         | ملاحظات                          |
| --------- | -------------------------------------------------- | ------------------------------- | --- | ----- | ----- | --------------- | -------------------------------- |
| 1978      | باغيو -الفلبين                                     | فيكتور كرشنوي (بدون جنسية)      | +6  | =21   | −5    | 16.5 مقابل 15.5 | حافظ كاربوف على لقبه             |
| 1981      | ميرانو-إيطاليا                                     | فيكتور كرشنوي سويسرا            | +6  | =10   | −2    | 11 مقابل 7      | حافظ كاربوف على لقبه             |
| 1985-1984 | موسكو                                              | غاري كاسباروف الاتحاد السوفيتي  | +5  | =40   | −3    | 25 مقابل 23     | مباراة ملغية                     |
| 1985      | موسكو                                              | غاري كاسباروف الاتحاد السوفيتي  | +3  | =16   | −5    | 11 مقابل 13     |                                  |
| 1986      | لندن -لينينغراد                                    | *غاري كاسباروف الاتحاد السوفيتي | +4  | =15   | −5    | 11,5 مقابل 12,5 |                                  |
| 1987      | إشبيلية-إسبانيا                                    | *غاري كاسباروف الاتحاد السوفيتي | +4  | =16   | −4    | 12 مقابل 12     | عند التعادل يحافظ البطل على لقبه |
| 1990      | ليون -نيويورك                                      | *غاري كاسباروف الاتحاد السوفيتي | +3  | =17   | −4    | 11,5 مقابل 12,5 |                                  |
| 1993      | زفوله،أرنهيم، أمستردام، هولندا / جاكرتا، إندونيسيا | يان تيمان هولندا                | +6  | =13   | −2    | 12,5 مقابل 8,5  | بطولة الاتحاد الدولي للشطرنج     |
| 1996      | إيليستا-كالميكيا                                   | جاطا كامسكي الولايات المتحدة    | +6  | =9    | −3    | 10,5 مقابل 5, 7 | بطولة الاتحاد الدولي للشطرنج     |
| 1998      | لوزان -سويسرا                                      | فيشفاناثان اناند الهند          | +2  | = 2   | −2    | 3 مقابل 3       | كسرالتعادل 2-0، إجمالاً 5-3       |

## مجموعات من الأدوار
- الأدوار المختارة بين 1969-1979 ، طبعة بروغريس (موسكو)، 1981
- أفضل أدواري، تحليلاتي، تعليقاتي ، طبعة. غارنييه، 1982
- شطرنج إلى ما لا نهاية ، طبعة غراسيه، 1984 (بالاشتراك مع غيك ا.)
- أعظم انتصاراتي (1969-1994) ، طبعة ايكونوميكا، 1996
- 101 انتصار مجيد ، طبعة ايكونوميكا، 2009
- (بالإنجليزية) الشطرنج في القمة  (1979-1984)، طبعة صحافة بيرغامون، 1984
- (بالإنجليزية) تعلم من هزائمك  ، باتسفورد، 1985

## أدوار مع التعليق (تدوين بالرموز الصورية)
- (بالإنجليزية) مئة دور فزت به ، طبعة فيزكولتورا، 1984
- (بالروسية) أفضل أدواري الثلاثمئة ، نجوم الشطرنج، 1997
- (بالروسية) أ.كاربوف (رئيس التحرير)، القاموس الموسوعي للشطرنج ، الموسوعة السوفيتية، موسكو، 1990، (ردمك 5-85270-005-3).

## نظرية الافتتاحيات
- كيف تلعب إفتتاحية شبه مغلقة ، طبعة أ.كولن، 1992
- كيف تلعب إفتتاحية شبه مفتوحة ، طبعة أ.كولن، 1992
- دفاع غرونفيلد ، أ.كولن، 1992
- الافتتاح الإسباني ، أ.كولن، 1992
- دفاع بيتروف - الدفاع الروسي، أ.كولن، 1992
- (بالإنجليزية)اللعب المفتوح في التطبيق ، اللعب النصف مفتوح في التطبيق ، باتسفورد، 1988
- (بالإنجليزية) اللعب المغلق في التطبيق ، اللعب النصف مغلق في التطبيق ، باتسفورد، 1989
- (تأليف مشترك مع ميخائيل ياكوفليفيش بودغايتس) كاربوف في كاروكان:
  - (en) تفريع التقديم ونظام الغامبيت ، كتب الشطرنج باتسفورد، 2006
  - (en) هجوم بانوف ، كتب الشطرنج باتسفورد، 2006

## السيرة الذاتية
- (بالإنجليزية) الشطرنج هو حياتي، بيرغامون، 1979
- (بالإنجليزية) من باجيو إلى ميرانو: مباريات بطولة العالم لعامي 1978 و 1981، أد. ماكميلان، 1986
- (بالإنجليزية) كاربوف على كاربوف: مذكرات بطل العالم في الشطرنج ، أثينيوم، 1992

## كاربوف - توبالوف، ليناريس 1994

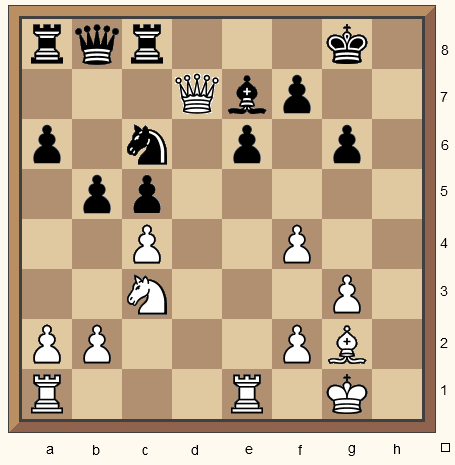
في هذا الموقف من الدور الذي جمع بين كاربوف (أبيض) و فيسيلين توبالوف في دوري ليناريس 1994، الذي يتمتع فيه الأبيض بأفضلية طفيفة، يضحي برخه في e6 كأول تضحية من الثلاث المنجزة في الدور

هذا المقطع يظهر الدور الذي أجراه كاربوف، في أفضل دوري خاضه كاربوف في حياته المهنية، وهو يعرض التضحية برخ ثلاث مرات. وسم هذا الدور كأفضل دور في مجلة تشيس إنفورمنت رقم 60.
بعد 18 نقلة من الإفتتاح الإنجليزي ألت الوضعية إلى الموقف في المخطط الجانبي .يستفيد الأبيض من دور النقل إلى جانبه ويضحي بالرخ[ ر:e6!!]
20. Ta7 [20...fxe6 21.Fxc6 Ta7 22.Dxe6+ Rg7 23.Fd7 les blancs gardent leur avantage matériel] 21. Txg6+! fxg6 22. De6+ Rg7 23. Fxc6 Td8 24. cxb5 Ff6 25. Ce4 Fd4 26. bxa6 Db6 27. Td1 Dxa6 28. Txd4!! Txd4 [28...cxd4 29.Df6+ Rh6 30.Dh4+ Rg7 31.Dxd8 Dxc6 32.Dxd4+ et les blancs sont mieux] 29. Df6+ Rg8 30. Dxg6+ Rf8 31. De8+ Rg7 32. De5+ Rg8 33. Cf6+ Rf7 34. Fe8+ Rf8 35. Dxc5+ Dd6 36. Dxa7 Dxf6 37. Fh5 Td2 38. b3 Tb2 39. Rg2 1-0

يبلغ عدد مدارس كاربوف في العالم 20 مدرسة، في كل من إيران وسوريا وتشيلي والأرجنتين وغيرها من دول العالم.
- مدرسة كاربوف في المغرب: افتتح كاربوف أول مدرسة للشطرنج في أفريقيا تحمل اسمه في العاصمة المغربية الرباط[45]

## قال عن بطل العالم
| أناطولي كاربوف | يتطلب الأمر ليكون المرء بطلاً للعالم أكثر من مجرد أن يكون لاعبا قويا، عليه أن يكون إنسانا قويا كذلك. | أناطولي كاربوف |

## قال عن اللعب مع الحاسوب

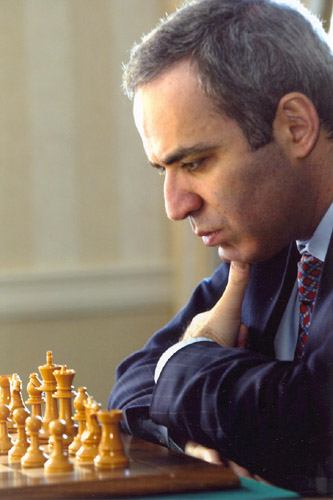
غاري كاسباروف منافس تاريخي لكاربوف

| أناطولي كاربوف | أعتقد أن هناك طرق محددة جدا للعب ضد جهاز الحاسوب . ومن الواضح أننا لا نملك أي فرص تكتيكية بحتة للتغلب عليه ، لأن الحاسوب يحسب بطريقة ممتازة . ولكن عندما نستخدم عقولنا باستخدام الحدس والفهم، نظل أقوى منه بكثير. | أناطولي كاربوف |

## في كتاب «أسلافي العظماء»
كتب غاري كاسباروف في الجزء الخامس في الصفحة 202: 
| أناطولي كاربوف | يهوى كاربوف حساب عدد المراتب الأولى التي فاز بها أو تشاركها في العديد من البطولات، بما في ذلك مسابقات الفرق وحتى الأحداث الأقل أهمية . هنا تجاوز بكثير حاجز المئة وانه يعتبر نفسه صاحب الرقم القياسي - ويمكن أن يكون الأمر كذلك (...). ولكن إذا كان ينبغي إجراء فحص دقيق ، فليكن لمشوار كرشنوي - من يدري اذا كان تجاوز منافسه التاريخي | أناطولي كاربوف |